# (4471) Graculus
(4471) Graculus es un asteroide perteneciente al cinturón de asteroides descubierto por Paul Wild el 8 de noviembre de 1978 desde el Observatorio de Berna-Zimmerwald, Suiza.

## Designación y nombre
Graculus fue designado inicialmente como 1978 VB.
Más adelante, en 1999, recibió su denominación del nombre de especie de la chova piquigualda, un ave de la familia de las corvidáceas.

## Características orbitales
Graculus está situado a una distancia media de 2,858 ua del Sol, pudiendo acercarse hasta 2,394 ua y alejarse hasta 3,322 ua. Tiene una excentricidad de 0,1623 y una inclinación orbital de 13,87 grados. Emplea 1765 días en completar una órbita alrededor del Sol.

## Características físicas
La magnitud absoluta de Graculus es 12,1.